# Eupithecia fatigata
Eupithecia fatigata är en fjärilsart som beskrevs av András Vojnits och De Laever 1978. Eupithecia fatigata ingår i släktet Eupithecia och familjen mätare. Inga underarter finns listade i Catalogue of Life.